# 無彈後定
（英语：Slide stop），是指自動火器在射击完最后一发子弹后，槍栓保持向后锁定开放的状态或功能，用以示意弹匣已空。射手在更换弹匣后，只需按下槍栓／滑套釋放钮或拉动拉機柄／套筒，即可完成装填。

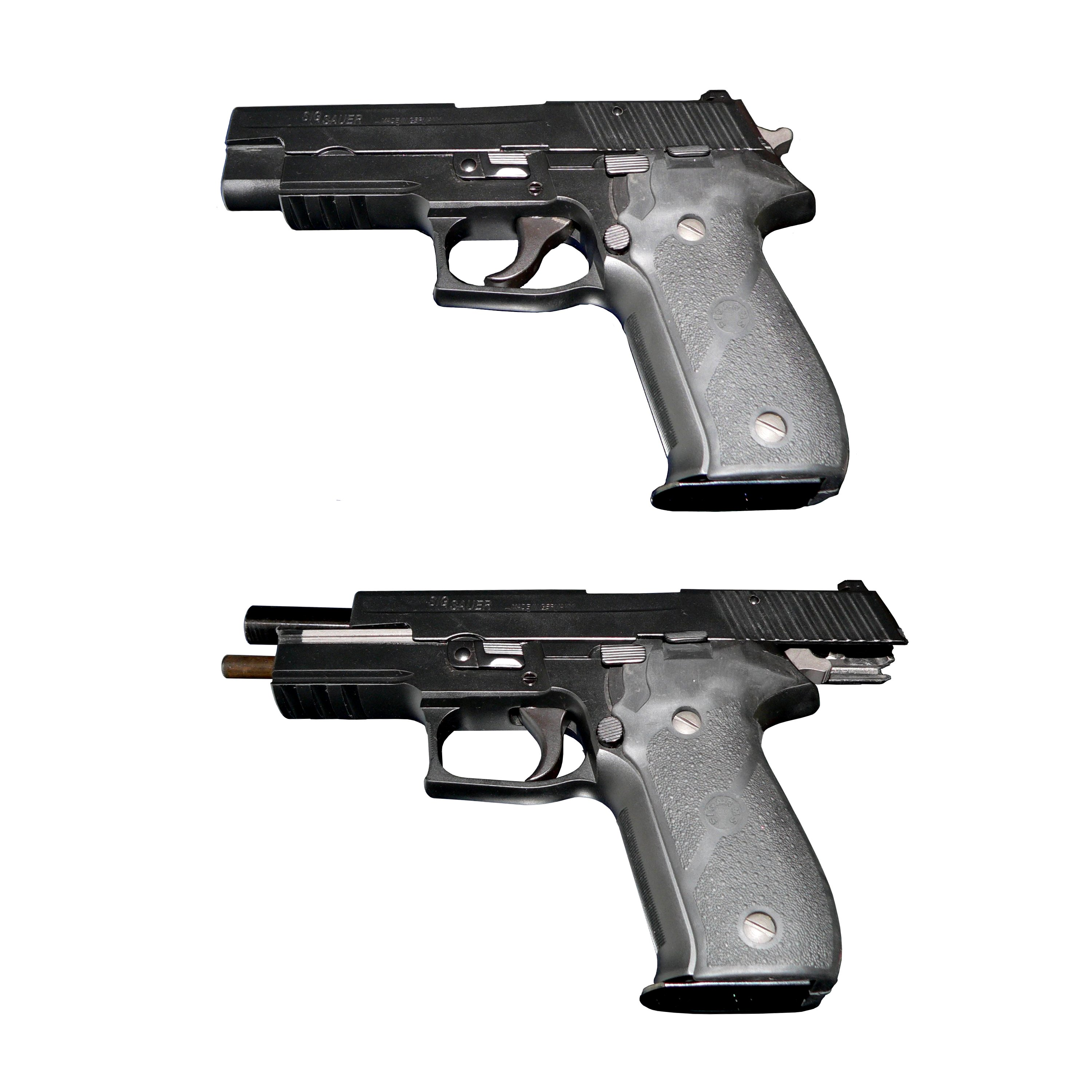
SIG P226半自動手槍（上）及其無彈後定狀態（下）。

在手枪中，常见的英文术语包括“slide stop”（套筒止动）、“slide release”（套筒释放）和“slide lock”（套筒锁定）；在长枪中，则使用“bolt catch”（枪栓锁扣）、“bolt release”（枪栓释放）和“bolt lock”（枪栓锁定）。

## 原理

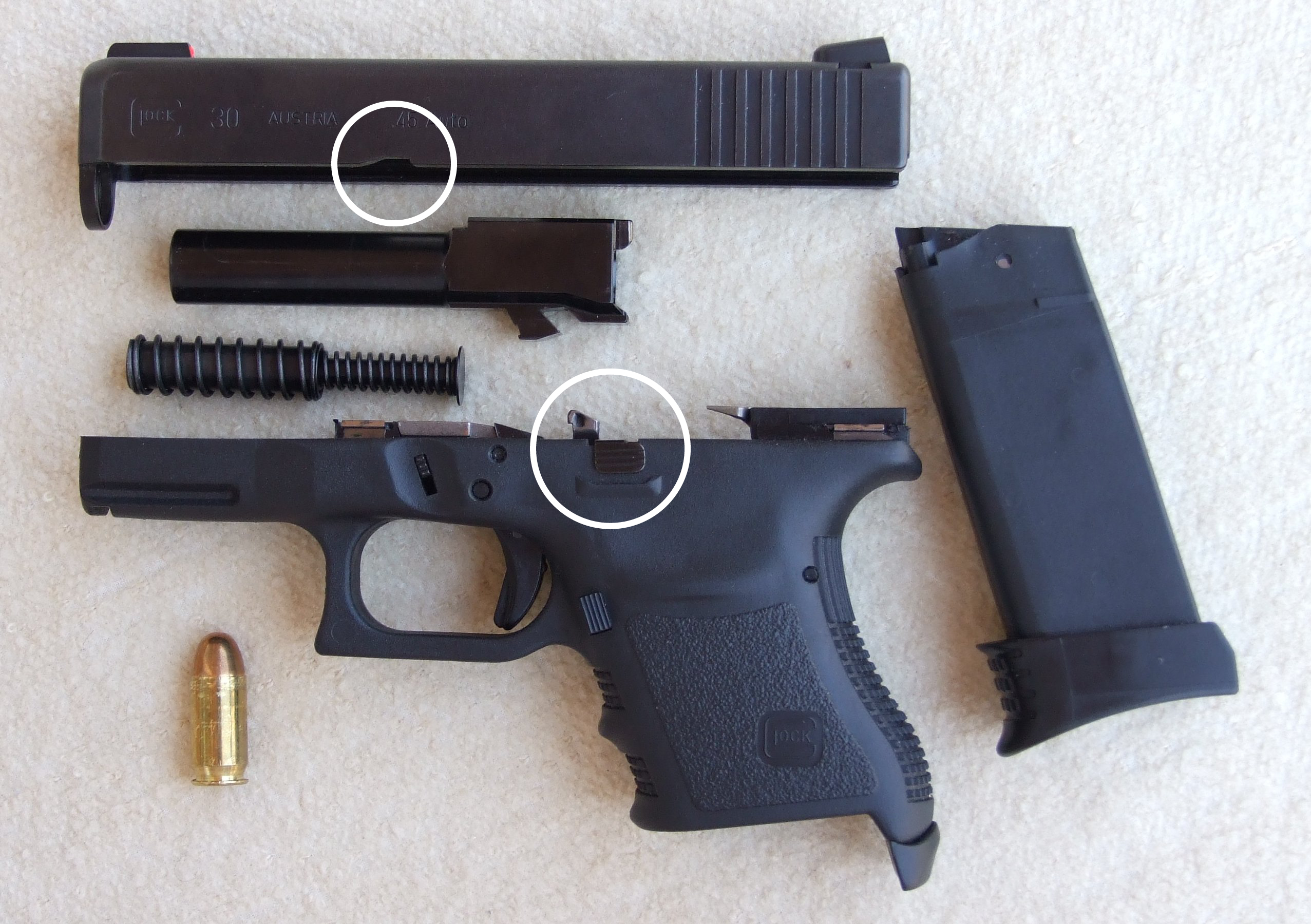
滑套卡榫（又称空仓挂机杆）处于“上方”位置时，这把格洛克手枪的滑套则锁定在“向后”位置。向下按压开关，滑套就会向前弹回。图中展示的是滑套卡榫（大圈内的机械结构）以及滑套上相应的凹槽，用于卡住滑套卡榫。

當具有無彈後定功能的枪械和彈匣打空時，裡面的托彈板會上升阻止槍栓／滑套向前復進。如果更换了新弹匣，此时按下槍栓／滑套釋放钮或向后拉动拉機柄／滑套，便可讓槍栓／滑套向前復位并推一發子彈上膛，令槍械重新處於待發狀態。
無彈後定可以加快装填速度，但並非所有自動火器都有此功能，例如AK步槍在設計時因追求簡化而沒有添加無彈後定机构。開放式槍栓設計的槍械亦是如此，在待發、發射子弹時，其槍栓長期保持開放狀態，打空子彈後槍栓會自動关闭。不過也有例外，例如湯普森M1A1在打空子彈後槍栓會保持開放。
大多數半自動手槍的滑套上設有滑套卡槽，長槍的相應部份稱為槍栓卡槽，這是為了卡住托彈板和槍栓／滑套釋放钮以實現無彈後定。槍枝经过長期使用后，该机构可能会磨損變形，导致無彈後定功能失效。有些射手更喜欢直接拉動拉機柄／滑套来復位，以減少此类磨損。